# Græsted Sogn
Græsted Sogn er et sogn i Frederiksværk Provsti (Helsingør Stift).
I 1800-tallet var Mårum Sogn anneks til Græsted Sogn. Begge sogne hørte til Holbo Herred i Frederiksborg Amt. Græsted-Mårum sognekommune blev ved kommunalreformen i 1970 delt: Græsted blev indlemmet i Græsted-Gilleleje Kommune, og Mårum blev indlemmet i Helsinge Kommune. Begge storkommuner indgik i Gribskov Kommune ved strukturreformen i 2007.
I Græsted Sogn ligger Græsted Kirke.
I sognet findes følgende autoriserede stednavne:
- Aggebo Skovhuse (bebyggelse, ejerlav)
- Alme (bebyggelse, ejerlav)
- Alme Englod (bebyggelse)
- Alme Orned (bebyggelse)
- Breddam (bebyggelse)
- Dønnevælde (bebyggelse, ejerlav)
- Faksemose (bebyggelse)
- Fredebo Overdrev (bebyggelse)
- Gilbjerg (areal)
- Græsted (bebyggelse, ejerlav)
- Græsted Overdrev (bebyggelse, ejerlav)
- Græsted Præstemark (bebyggelse)
- Græsted Skovhuse (bebyggelse, ejerlav)
- Græsted Syd (station)
- Holt (bebyggelse, ejerlav)
- Hågendrup (bebyggelse, ejerlav)
- Lopholm (bebyggelse, ejerlav)
- Pikkerhuse (bebyggelse, ejerlav)
- Pårup (bebyggelse, ejerlav)
- Ryttermose (bebyggelse)
- Snur-om (bebyggelse)
- Stokkerup (bebyggelse, ejerlav)
- Strand Esbønderup (bebyggelse, ejerlav)
- Tulstrup (bebyggelse, ejerlav)
- Vestervang (bebyggelse)